# Glanville, Calvados

Glanville este o comună în departamentul Calvados, Franța. În 1 ianuarie 2022 avea o populație de 158 de locuitori.